# Georg Bochmann
Pour les articles homonymes, voir Bochmann.
Georg Bochmann, né le 18 septembre 1913 à Albernau et décédé le 8 juin 1973 à Offenbach am Main, est un militaire allemand. Il fut un SS-Oberführer de la Waffen-SS durant la Seconde Guerre mondiale.
Il a été décoré de la croix de chevalier de la croix de fer avec feuilles de chêne et glaives.  Il a servi dans la 2e SS Panzer Division Das Reich, la 3e division SS Totenkopf, la 9e SS Panzer Division Hohenstaufen, la 17e SS Panzergrenadier Division Götz von Berlichingen et le 18e SS Panzergrenadier Division Horst Wessel.

## Biographie

### Début de carrière
Georg Bochmann est né à Albernau, dans la région de monts Métallifères, à la frontière avec la Bohême. Sa famille était de modestes travailleurs de l'industrie du textile. Il a étudié à l'Université de Leipzig. Après avoir rejoint les Jeunesses hitlériennes, Bochmann rejoint le parti nazi en 1933 (numéro de membre : 1907565) et la SS-Totenkopf l'année suivante (numéro de membre : 122362). Il est affecté au camp de concentration de Dachau pour prisonniers politiques. En 1936, il est promu SS-Untersturmführer (sous-lieutenant) et nommé à la SS Totenkopf-Standarte Oberbayern.

### Seconde Guerre mondiale
En novembre 1939, il est nommé SS-Obersturmführer (lieutenant). Il est un élément moteur dans la création et l'organisation de la division SS Totenkopf, 1939-1940. En 1940, il prend le commandement d'une unité blindée SS dans le 3e Panzerdivision SS Totenkopf et, pendant la campagne française, la Division combat à Cambrai, Arras, Dunkerque, et participe à des avancées profondes dans le sud-ouest de la France. Pour ses succès, Bochmann reçoit la croix de fer de deuxième classe. Un peu plus tard, il est promu au grade de SS-Hauptsturmführer (capitaine). La 3e division SS Totenkopf reste en France jusqu'en avril 1941 quand elle est transférée à l'Est pour préparer l'opération Barbarossa.
Sur le front de l'Est, la 3e division SS Totenkopf combat dans le cadre du groupe d'armées Nord allemand. Bochmann se bat dans la Baltique à Leningrad (aujourd'hui Saint-Pétersbourg) et est reconnu pour ses actions à Kaunas et Dünaburg (aujourd'hui Daugavpils) en Lettonie. En juillet 1941, Bochmann reçoit la croix de fer, première classe et, en août 1941, la 3e division SS Totenkopf atteint le lac Ilmen.
En janvier 1942, la 3e division SS Totenkopf est officiellement transférée à la II. Armeekorps allemande. Pendant l'offensive d'hiver soviétique, elle se retrouve dans la bataille particulièrement féroce de la poche de Demiansk. Près de 100 000 soldats allemands sont encerclés pendant trois mois et sont principalement ravitaillés par des largages aériens de la Luftwaffe. Pour son mérite exceptionnel, sa ténacité et son charisme au commandement, Bochmann reçoit la croix de chevalier de la croix de fer, un peu après qu'il a reçu l'Insigne de Demiansk. Le 2 avril 1942, Bochmann est promu SS-Sturmbannführer (major).
Le 21 octobre 1942, Bochmann est nommé commandant du 2e Bataillon du Régiment motorisé «Thulé» (au sein de la 3e Division Totenkopf SS). À la fin octobre, la division tout entière est retirée du front de l'Est et envoyée en France pour se reposer et récupérer. Après son retour sur le front oriental, Bochmann prend le commandement du 3e Bataillon motorisé et participe aux batailles de Kharkov, Sorokovka et Tetlega. Pour ses succès vaillants dans ces combats, il reçoit le 17 mai 1943 les feuilles de chêne de la croix de chevalier, la 246e attribuée et remise par Adolf Hitler en personne.
Plus tard, Bochmann est nommé au commandement d'un régiment de chars de la division et le 9 novembre 1943, il est promu SS-Obersturmbannführer (lieutenant-colonel). À la suite de blessures, il est retiré du front et envoyé dans ses quartiers. En Allemagne, il est nommé à la tête de l'école des officiers de l'administration SS à Arolsen, en Hesse. Le 1er novembre 1944, il est promu au grade de SS-Oberführer (général de brigade) et transféré à la 2e SS Panzer Division Das Reich. Cependant, après seulement quelques semaines, il est transféré à la hâte pour commander le 9e régiment blindé SS de la 9e SS Panzer Division Hohenstaufen, le 20 novembre.
Bochmann retourne au combat le 2 janvier 1945 où il est nommé commandant de la 18e SS Freiwilligen Panzergrenadier Division Horst Wessel. Après un bref combat à l'ouest, la division est transférée sur le front de l'Est, où elle est décimée et rapidement encerclée par l'Armée rouge à Oberglogau en Silésie. Bien que blessé, Bochmann réussit une percée et reçoit les glaives de la croix de chevalier (devenant le 140e récipiendaire), feuilles de chêne et l'insigne des blessés en or.
Avec seulement quelques semaines de combat, Bochmann est nommé commandant de la 17e SS Panzergrenadier Division Götz von Berlichingen. Après une retraite à travers la Bavière, il refuse les ordres suicidaires du Generalfeldmarschall Ferdinand Schörner d'attaquer les troupes alliées ; il est donc démis de ses fonctions et une procédure est lancée contre lui en cour martiale.
Le 9 mai 1945, Georg Bochmann se rend aux troupes américaines dans la région de Rottach-Egern.

### Après-guerre
Georg Bochmann décède des suites d'une maladie le 8 juin 1973 à Offenbach am Main à l'âge de 59 ans.

## Promotions carrière SS
- SS Mann : 1934
- SS Untersturmführer : 1936
- SS Obersturmführer : novembre 1939
- SS Hauptsturmführer : 1940
- SS Sturmbannführer : 2 avril 1942
- SS Obersturmbannführer : 9 novembre 1943
- SS Oberführer : 1er novembre 1944

## Décorations
- Insigne des blessés en Or
- Croix de fer
  - 2e classe (20 juin 1940)
  - 1re classe (8 juillet 1941)
- Médaille du Front de l'Est
- Insigne de combat d'infanterie en Argent
- Insigne de Demiansk
- Croix de chevalier de la croix de fer avec feuilles de chêne et glaives
  - Croix de chevalier de la croix de fer (3 mai 1942)
  - 246e feuilles de chêne le 17 mai 1943
  - 140e glaives le 26 mars 1945

### Littérature
- (de) Berger, Florian (1999). Mit Eichenlaub und Schwertern. Die höchstdekorierten Soldaten des Zweiten Weltkrieges. Selbstverlag Florian Berger.  (ISBN 3-9501307-0-5).
- (de) Fellgiebel, Walther-Peer (2000). Die Träger des Ritterkreuzes des Eisernen Kreuzes 1939–1945 Friedburg, Allemagne: Podzun-Pallas.  (ISBN 3-7909-0284-5).
- (en) Gordon Williamson (ill. Ramiro Bujeiro), Knight's Cross, Oak-leaves and Swords recipients : 1941-45, Oxford, Osprey, coll. « Elite » (no 133), 2005, 64 p. (ISBN 978-1-84176-643-0, OCLC 963371546).

- (en) Christopher Ailsby, SS, roll of infamy, Londres, Brown Books, 1997, 191 p. (ISBN 978-1-897884-22-5, OCLC 38885129).
- (en) Gerald Reitlinger (préf. Martin Gilbert), The SS, alibi of a nation, 1922-1945, Londres, Arms and Armour Press, 1981, 502 p. (ISBN 978-0-85368-187-8, OCLC 55036312)